# Le Baizil

Le Baizil este o comună în departamentul Marne, Franța. În 2009 avea o populație de 272 de locuitori.